# Ekvivalenciareláció
A matematikában ekvivalenciareláció (vagy röviden ekvivalencia) alatt olyan relációt értünk, amely egyszerre reflexív, szimmetrikus és tranzitív.

## Definíció
Legyen {\displaystyle \sim } tetszőleges reláció az {\displaystyle A} halmazon. Azt mondjuk, hogy a {\displaystyle \sim } reláció ekvivalenciareláció, ha az alábbi három feltétel teljesül:
- a {\displaystyle \sim } reláció reflexív, azaz minden {\displaystyle a\in A} esetén {\displaystyle a\sim a} teljesül,
- a {\displaystyle \sim } reláció szimmetrikus, azaz minden {\displaystyle a,b\in A} esetén ha {\displaystyle a\sim b} teljesül, akkor {\displaystyle b\sim a} is teljesül,
- a {\displaystyle \sim } reláció tranzitív, azaz minden {\displaystyle a,b,c\in A} esetén ha {\displaystyle a\sim b} és {\displaystyle b\sim c} teljesül, akkor {\displaystyle a\sim c} is teljesül.

## Tulajdonságok
- Minden {\displaystyle \sim } ekvivalenciareláció egyértelműen meghatároz egy osztályozást azon az {\displaystyle A} halmazon, amelyen a reláció definiálva van: az {\displaystyle a,b\in A} elemek pontosan akkor kerülnek egy osztályba ebben az osztályozásban, ha {\displaystyle a\sim b} teljesül.
- Fordítva: valamely {\displaystyle A} halmaz minden osztályozása egyértelműen meghatároz egy ekvivalenciarelációt az adott halmazon. Ennél az ekvivalenciarelációnál pontosan azok az elemek állnak relációban egymással, amelyek az osztályozásnak ugyanabban az osztályában vannak.

## Példák
- A legegyszerűbb és legfontosabb példa az egyenlőségreláció
- A logikai ekvivalencia a logikában
- Izomorfizmus az absztrakt algebrában
- Kongruencia a számelméletben
- Az "úttal való elérhetőség" gráfok csúcsai között.
- Síkidomok egybevágósága és hasonlósága.